# Kobayashi Seizō

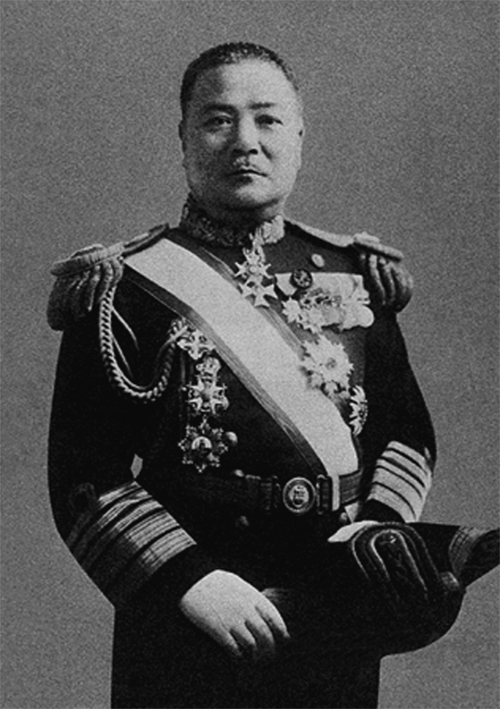
Kobayashi Seizō

Kobayashi Seizō (jap. 小林 躋造; * 1. Oktober 1877 in der Präfektur Hiroshima, Japan; † 4. Juli 1962 in Tokio) war ein japanischer Seeoffizier der Kaiserlich Japanischen Marine, der  von 1930 bis 1931 Vize-Marineminister, zwischen 1931 und 1933 Oberkommandierender der 1. Flotte sowie zugleich Oberkommandierender der Kombinierten Flotte war. Während Taiwan unter japanischer Herrschaft stand, bekleidete er von 1936 bis 1940 den Posten als Generalgouverneur von Taiwan und war zudem zwischen 1944 und 1945 Minister ohne Geschäftsbereich im Kabinett Koiso.

## Leben

### Ausbildung und Verwendungen als Seeoffizier

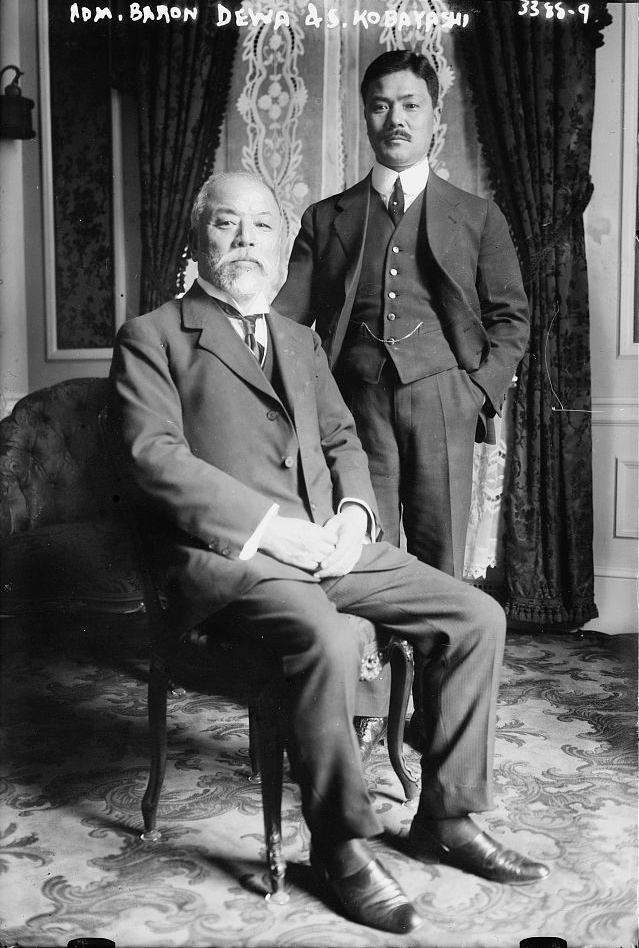
Kobayashi Seizō mit Admiral Dewa Shigetō (links)

Kobayashi Seizō war Absolvent des 26. Lehrgangs der Kaiserlich Japanischen Marineakademie (Kaigun Heigakkō) und schloss seine Ausbildung als Drittbester unter 59 Absolventen seines Jahrgangs ab. Zu seinen Lehrgangskameraden gehörte der spätere Admiral Nomura Kichisaburō. Er wurde daraufhin am 13. Dezember 1898 als Fähnrich zur See (Kaigun shōi kōhosei) auf die Panzerkorvette Hiei und am 2. September 1899 auf das Einheitslinienschiff Fuji versetzt, wo am 12. Januar 1900 auch seine Beförderung zum Leutnant zur See (Shōi) erfolgte. Am 1. August 1900 wechselte er zum Linienschiff Hatsuse und übernahm bis zum 15. April 1901 eine Fahrt ins Vereinigte Königreich. Während einer darauf folgenden Verwendung auf der Korvette Kongō wurde er am 1. Oktober 1901 zum Oberleutnant zur See (Chūi) befördert und war anschließend zwischen dem 10. September und dem 6. Dezember 1902 Abschnittsoffizier im Torpedokorps Yokosuka. Daraufhin war zwischen dem 6. Dezember 1902 und dem 26. September 1903 zunächst kommissarischer Chef-Geschützoffizier und kommissarischer Abschnittsoffizier sowie daraufhin bis zum 27. Januar 1905 Chef-Geschützoffizier und bis zum 26. September 1903 zugleich noch Abschnittsoffizier Geschützten Kreuzer Naniwa, wobei er dort am 26. September 1903 auch seine Beförderung zum Kapitänleutnant (Taii) erhielt. An Bord der Naniwa nahm er während des Russisch-Japanischen Krieges (8. Februar 1904 bis 5. September 1905) am Seegefecht bei Ulsan (14. August 1904) teil, das mit einem japanischen Sieg endete. Im weiteren Kriegsverlauf wurde er am 27. Januar 1905 Offizier im Stab der 3. Flotte (Dai-san Kantai) sowie am 14. Juni 1905 im Stab der 4. Flotte (Dai-Yon Kantai), ehe er nach Kriegsende am 20. Dezember 1905 als Offizier in den Stab der auch Südliche Qing Flotte genannten Nansei-Flotte (Nanshin Kantai). Nachdem er zwischen dem 25. Januar und dem 30. August 1906 Chef-Geschützoffizier auf dem Geschützten Kreuzer Itsukushima war, fungierte er als Offizier und Adjutant im Stab des Marinebezirks Sasebo.

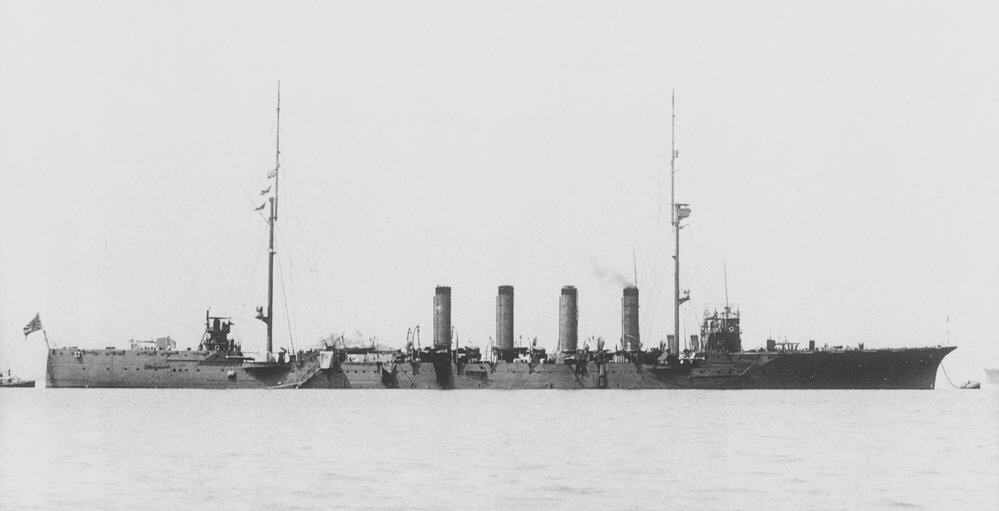
1917 war Kapitän zur See Kobayashi Kommandant des Geschützten Kreuzers Hirado.

Daraufhin besuchte Kobayashi zwischen dem 5. April 1907 und dem 25. Mai 1909 den A-Lehrgang der Kaiserlich Japanischen Marinehochschule (Kaigun Daigakkō), den er als Sechstbester seines Lehrgangs mit Auszeichnung beendete, und wurde in dieser Zeit am 25. September 1908 auch zum Korvettenkapitän (Shōsa) befördert. Im Anschluss wurde er am 25. Mai 1909 Chef-Geschützoffizier auf dem Einheitslinienschiff Iwami und daraufhin am 1. Dezember 1909 in den Stab des Büros für Marineangelegenheiten des Marineministeriums (Kaigun-shō) abgeordnet, wobei er zusätzlich seit dem 13. Dezember 1909 auch im Stab des Marineausbildungskommandos (Kaigun Kyoiku Honbu) tätig war. Danach fungierte er zwischen dem 1. März 1910 und dem 15. Juli 1911 als Adjutant und Sekretär des Marineministers Saitō Makoto sowie als Aide-de-camp von Admiral Yamamoto Gonnohyōe. Er war vom 15. Juli 1911 bis zum 27. Januar 1913 zunächst Marinevertreter im Vereinigten Königreich sowie im Anschluss zwischen dem 27. Januar und dem 6. September 1913 Marinevertreter in den USA. Nach seiner Beförderung zum Fregattenkapitän (Chūsa) wurde er am 1. Dezember 1913 als Erster Offizier auf den Panzerkreuzer Iwate versetzt. Während des Ersten Weltkrieges wurde er am 8. November 1914 wieder zum Marineausbildungskommando abgeordnet und lehrte zudem zwischen dem 11. November 1914 und dem 8. September 1915 auch als Ausbilder an der Marinehochschule. Nach einer kurzzeitigen Abordnung zum 1. Büro des Marine-Schiffbaukommandos, war er vom 1. Oktober 1915 bis zum 1. Dezember 1916 Adjutant im Technischen Marinekommando (Kaigun Gijutsu Honbu) und zugleich im vorübergehenden Konstruktionsbüro des Marineministeriums tätig. Im weiteren Kriegsverlauf wurde er am 1. Dezember 1916 zunächst kommissarischer Kommandant und nach seiner Beförderung zum Kapitän zur See (Taisa) vom 1. April bis zum 1. Dezember 1917 Kommandant des Geschützten Kreuzers Hirado. Nach Beendigung dieses Kommandos war er zwischen dem 1. Dezember 1917 und dem 1. April 1920 abermals Adjutant im Marineministerium.

### Aufstieg zum Admiral und Vize-Marineminister

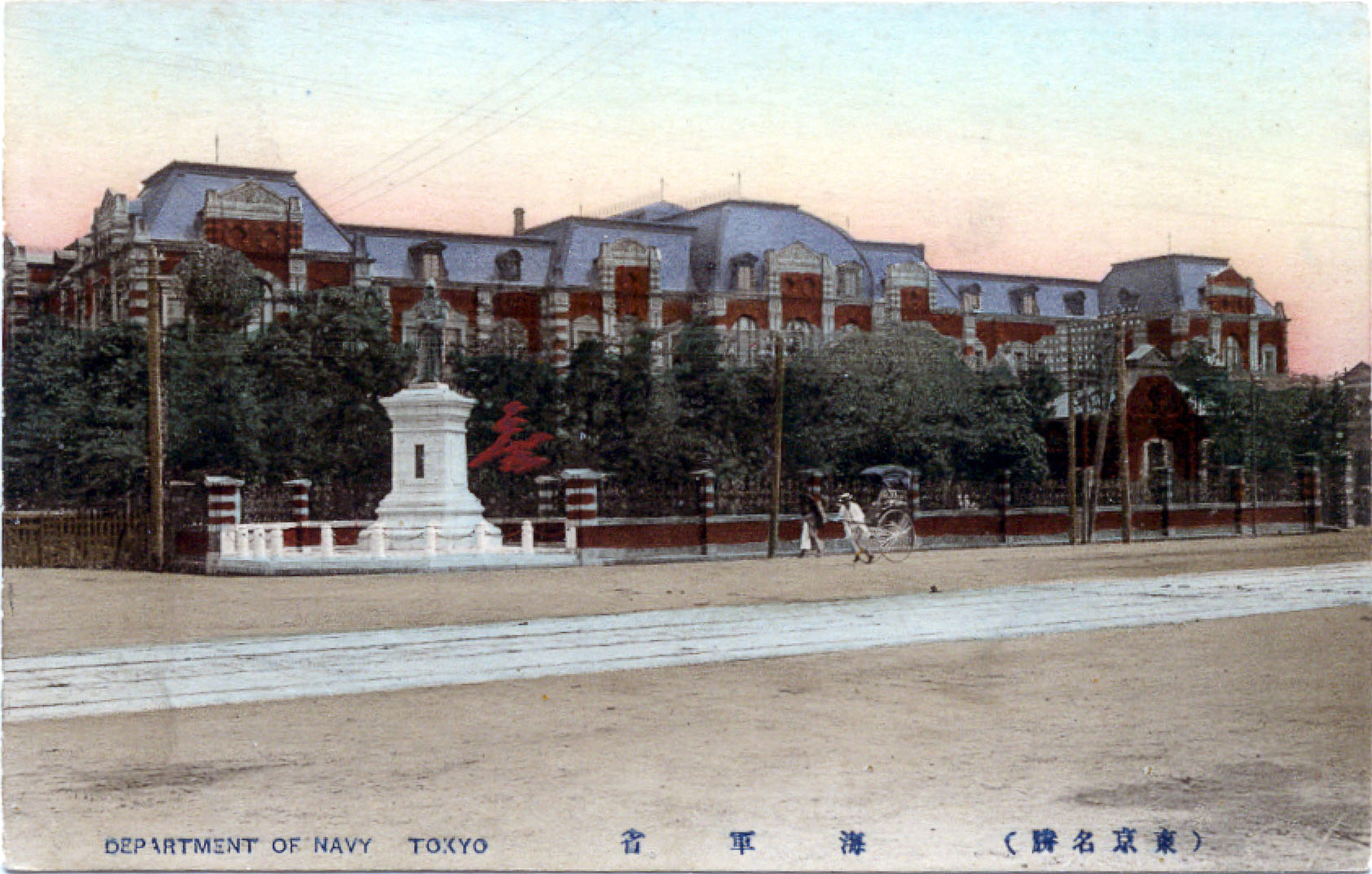
Das Marineministerium (Kaigun-shō), dessen Vize-Minister Kobayashi Seizō von 1930 bis 1931 war.

Am 1. April 1920 wurde Kobayashi Seizō Marineattaché an der Botschaft im Vereinigten Königreich und bekleidete dieses Amt bis zum 10. Juni 1922, wobei er in dieser Verwendung am 1. Juni 1922 noch zum Konteradmiral (Shōshō) befördert wurde. Nach seiner Rückkehr war er ein Jahr lang zwischen dem 1. Dezember 1922 und dem 1. Dezember 1923 Kommodore des 3. Geschwaders (Dai-San Sentai) und fungierte anschließend vom 1. Dezember 1923 bis zum 25. März 1927 als Direktor des Büros für Marineangelegenheiten (Gunmu Kyoku) des Marineministeriums und zugleich erstmals als Mitglied des Admiralitätsausschusses. Er war außerdem zwischen dem 1. Februar 1924 und dem 25. März 1927 Vorsitzender des vorübergehenden Marineflieger-Ausschusses und erhielt in diesen Verwendungen am 1. Dezember 1926 auch seine Beförderung zum Vizeadmiral (Chūjō). Nach einer kurzzeitigen Abordnung zum Admiralstab und Marineministerium, wurde er vom 15. April bis zum 28. September 1927 zur Verhandlungsdelegation bei der Genfer Konferenz über die Seeabrüstung abgeordnet. Nachdem er zwischen dem 15. Januar 1928 und dem 1. Februar 1929 Kommandeur der Trainingsflotte (Renshū Kantai) war, fungierte er vom 1. Februar 1929 bis zum 10. Juni 1930 als Direktor des Marine-Schiffbaukommandos (Kaigun Kansei Honbu) und war außerdem zwischen dem 1. Februar 1929 und dem 1. Dezember 1931 erneut Mitglied des Admiralitätsausschusses.
Am 10. Juni 1930 wurde Kobayashi Nachfolger von Yamanashi Katsunoshin Vize-Marineminister (Kaigun Jikan) und bekleidete dieses Amt bis zu seiner Ablösung durch Sakonji Seizō am 1. Dezember 1931 und war damit Stellvertreter der Marineminister Takarabe Takeshi (2. Juli 1929 bis 3. Oktober 1930) und Abo Kiyokazu (3. Oktober 1930 bis 13. Dezember 1931). Im Anschluss wurde er am 1. Dezember 1931 als Nachfolger von Yamamoto Eisuke sowohl Oberkommandierender der 1. Flotte (Dai-ichi Kantai) als auch Oberkommandierender der Kombinierten Flotte (Rengō Kantai) und wurde in beiden Funktionen am 15. November 1933 jeweils von Suetsugu Nobumasa abgelöst. Während dieser Kommandoposten erhielt er am 1. März 1933 auch seine Beförderung zum Admiral (Taishō). Daraufhin wurde er am 15. November 1933 Mitglied des Marinerates und gehörte diesem Gremium bis zum 28. März 1936 an. Nachdem er sich im Anschluss in einer Wartestellung befunden hatte, wurde er am 28. März 1936 in die Reserve versetzt.

### Generalgouverneur von Taiwan, Minister und Mitglied des Herrenhauses

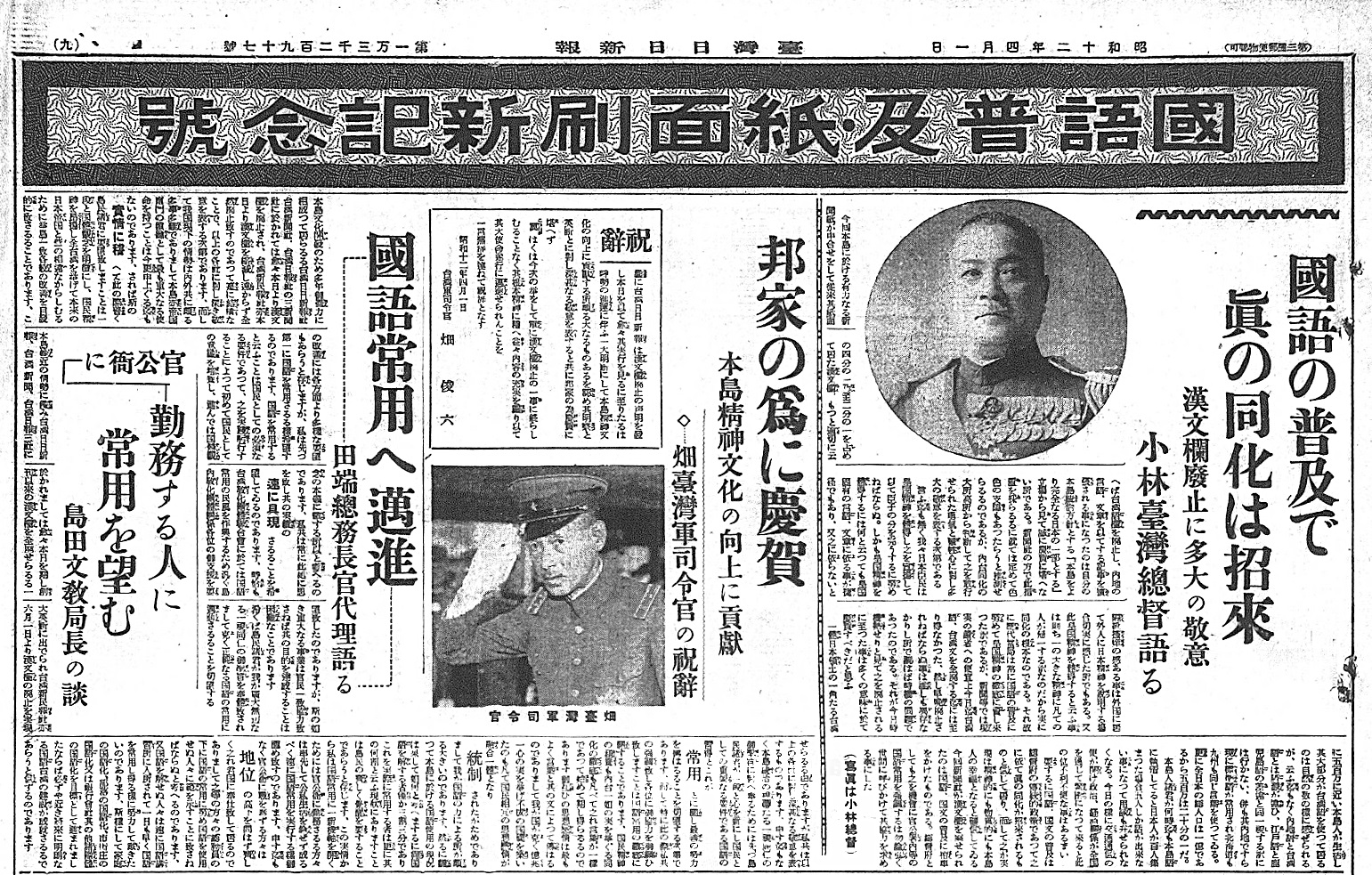
Tageszeitung mit einem Bericht über Kobayashi Seizō als Generalgouverneur von Taiwan anlässlich der Feier der Vereinheitlichung der japanischen Sprache in Taiwan (1. April 1937).

Am 2. September 1936 wurde Kobayashi Seizō als Nachfolger von Nakagawa Kenzō Generalgouverneur von Taiwan, das seit dem Ersten Japanisch-Chinesischen Krieg (25. Juli 1894 bis 17. April 1895) unter japanischer Herrschaft stand, und bekleidete dieses Amt bis zu seinem Rücktritt am 27. November 1940, woraufhin Hasegawa Kiyoshi ihn ablöste. Als erster Militärgouverneur nach einer langen Zeit der Herrschaft ziviler Gouverneure verfolgte er eine Politik der „Japanisierung“ und glaubte, dass der Kolonialstatus zugunsten der Aufhebung der Unterscheidung zwischen Taiwanesen und Japanern auf der Insel abgeschafft werden sollte. Das Territorium war ein wesentlicher Bestandteil des japanischen Heimatlandes. Als Generalgouverneur ordnete er im April 1937 das Verbot aller chinesischsprachigen Medien in der Kolonie an, wobei die Vormachtstellung der japanischen Sprache bestätigt wurde, eine Politik, die bald auch in den Schulen der Kolonie umgesetzt wurde. Diese Politik wurde kōminka undō genannt, was ungefähr eine „Kampagne zur Umwandlung [des eroberten Volkes] in Untertanen des Kaisers“ bedeutete. Diese neue aggressive Kolonialpolitik erforderte auch die Einführung des staatlichen Shintōismus und ein Verbot traditioneller chinesischer Feste und Bräuche.
Am 26. August 1944 wurde Kobayashi Mitglied des Herrenhauses (Kizokuin), des Oberhauses des Reichstages (Teikoku gikai), und gehörte diesem bis zu seinem Rücktritt am 22. Februar 1946 an. Am 19. Dezember 1944 wurde er zudem Minister ohne Geschäftsbereich im Kabinett von Premierminister Koiso Kuniaki und bekleidete dieses Amt bis zu seinem Rücktritt am 1. März 1945.

## Hintergrundliteratur
- 海軍大将小林躋造覚書, (Memoiren von Admiral Kobayashi Seizō), Mitautor Takashi Ito, Herausgeber Minoru Nomura, Yamakawa Publishing, 1981, ISBN 978-4-634-26050-4